# Ойген Вайссманн
Ойген Вайссманн (нім. Eugen Weissmann; 19 листопада 1892, Гермерсгайм — 26 листопада 1951, Мюнхен) — німецький офіцер, доктор філософії, генерал зенітних військ. Кавалер Німецького хреста в сріблі.

## Біографія
17 серпня 1911 року вступив в 13-й обозний батальйон. Учасник Першої світової війни, з 2 серпня 1914 року — ад'ютант 26-го резервного обозного батальйону, 1 червня 1915 року переведений в 29-й резервний артилерійський полк. З 5 жовтня 1918 року —  ад'ютант начальника 58-го артилерійського командування. Після демобілізації армії залишений в рейхсвері, служив в артилерії. У 1926-30 роках відвідував заняття у Вюрцбурзькому університеті. 1 квітня 1930 року переведений в Імперське військове міністерство. З 1 жовтня 1931 року — командир ескадрону 3-го транспортного дивізіону, з 1 жовтня 1932 року — командир 6-го транспортного (зенітного) дивізіону. 1 жовтня 1934 року переведений в люфтваффе і призначений директором групи Імперського міністерства авіації. З 1 жовтня 1935 року — вищий командувач зенітною артилерією 7-го військового округу, з 1 жовтня 1936 року — начальник штабу інспекції зенітної артилерії і ППО. З 1 жовтня 1937 року — вищий командувач зенітною артилерією 7-го, з 1 липня 1938 року — 3-го військового округу. 1 лютого 1939 року був призначений начальником 13-ї авіаційної області з штаб-квартирою в Нюрнберзі, а 24 червня 1940 року переведений на аналогічну посаду в Західній Франції. 1 липня 1944 року зарахований в резерв ОКЛ. 30 квітня 1945 року звільнений у відставку.

## Звання
- Фанен-юнкер (17 серпня 1911)
- Фенріх (22 квітня 1912)
- Лейтенант (27 січня 1913)
- Оберлейтенант (18 квітня 1916)
- Гауптман (1 січня 1923)
- Майор (1 квітня 1932)
- Оберстлейтенант (1 липня 1934)
- Оберст (1 серпня 1936)
- Генерал-майор (1 січня 1939)
- Генерал-лейтенант (1 грудня 1939)
- Генерал зенітних військ (1 червня 1942)

## Нагороди
- Залізний хрест 2-го і 1-го класу
- Орден «За військові заслуги» (Вюртемберг), лицарський хрест
- Нагрудний знак «За поранення» в чорному
- Почесний хрест ветерана війни з мечами
- Медаль «За вислугу років у Вермахті» 4-го, 3-го, 2-го і 1-го класу (25 років)
- Застібка до Залізного хреста 2-го і 1-го класу
- Хрест Воєнних заслуг 2-го і 1-го класу з мечами
- Німецький хрест в сріблі (20 березня 1944)